# Моли Смитън-Доунс
Моли Алис Смитън-Доунс (р. 2 април 1987 г.), по-известна само като Моли, е британска певица. Избрана е да представи страната си на „Евровизия 2014“ чрез вътрешна селекция.

## Биография и кариера

### Младежки години
Ходи на съботно училище в Лъфбъроу (Our Lady's Convent School). Започва да взема участие в сценични продукции на осемгодишна възраст, сред които и „Звукът на музиката“ (в театър „Хеймаркет“). Учила музика в „Лейчестър Колидж“ и Академията по съвременна музика в Гилдфорд, тя е завършен пианист.

### Ранна кариера
В края на 2011 година издава акустичен EP албум, носещ името „Fly Away with Me“. Става победител на „Лайф енд Ънсайнд 2012“, като на следващата година песента ѝ „Lost Generation“ печели награда за най-добра песен. Сътрудничи с шведския продуцент Андерс Хансон за песента си „Beneath The Lights“, излязла през април 2013 година. С хардкор продуцента Дарън Стайлс работят съвместно върху песента „Never Forget“.

### Днес
На 3 март 2014 година от Би Би Си обявяват, че Моли ще представи Великобритания на поредното издание на европейския песенен конкурс „Евровизия“ с песента „Children of the Universe“. Певицата излиза на сцената директно във финалната вечер, насрочена за 10 май, тъй като Великобритания е част от „Големите пет“.